# Aellopos fadus
Aellopos fadus (Cramer, 1775) è un lepidottero appartenente alla famiglia Sphingidae, diffuso in America Settentrionale, Centrale e Meridionale.

## Descrizione

### Adulto
La specie risulta molto simile a A. titan titan, da cui si discosta per la presenza di macchie bianche bipartite nella banda postmediana dell'ala anteriore; la stessa mostra, sulla pagina superiore, macchie bianche postmediane, normalmente divise in due lunule, tra M1 ed M2, e tra M2 ed M3; la macchia tra Rs4 ed M1 è sempre presente; la macchia discoidale risulta appena accennata o totalmente assente. Sulla pagina inferiore è presente una doppia fila di lunule bianche, posteriormente alla cellula discoidale.
La pagina inferiore dell'ala posteriore può ricordare quella di A. titan titan, ma se ne differenzia per la presenza di macchie biancastre appena accennate nella zona del tornus.
L'addome presenta una banda bianca trasversale sulla parte dorsale del IV segmento.
Le antenne sono clavate, di moderata lunghezza, e uncinate alle estremità.
Nel genitale maschile, l'edeago presenta da sette a nove lunghe spine, lungo la parte sinistra, disposte su singola fila, la più distale delle quali ha una lunghezza maggiore; frusta ben sviluppata, con due/tre setae subapicali.

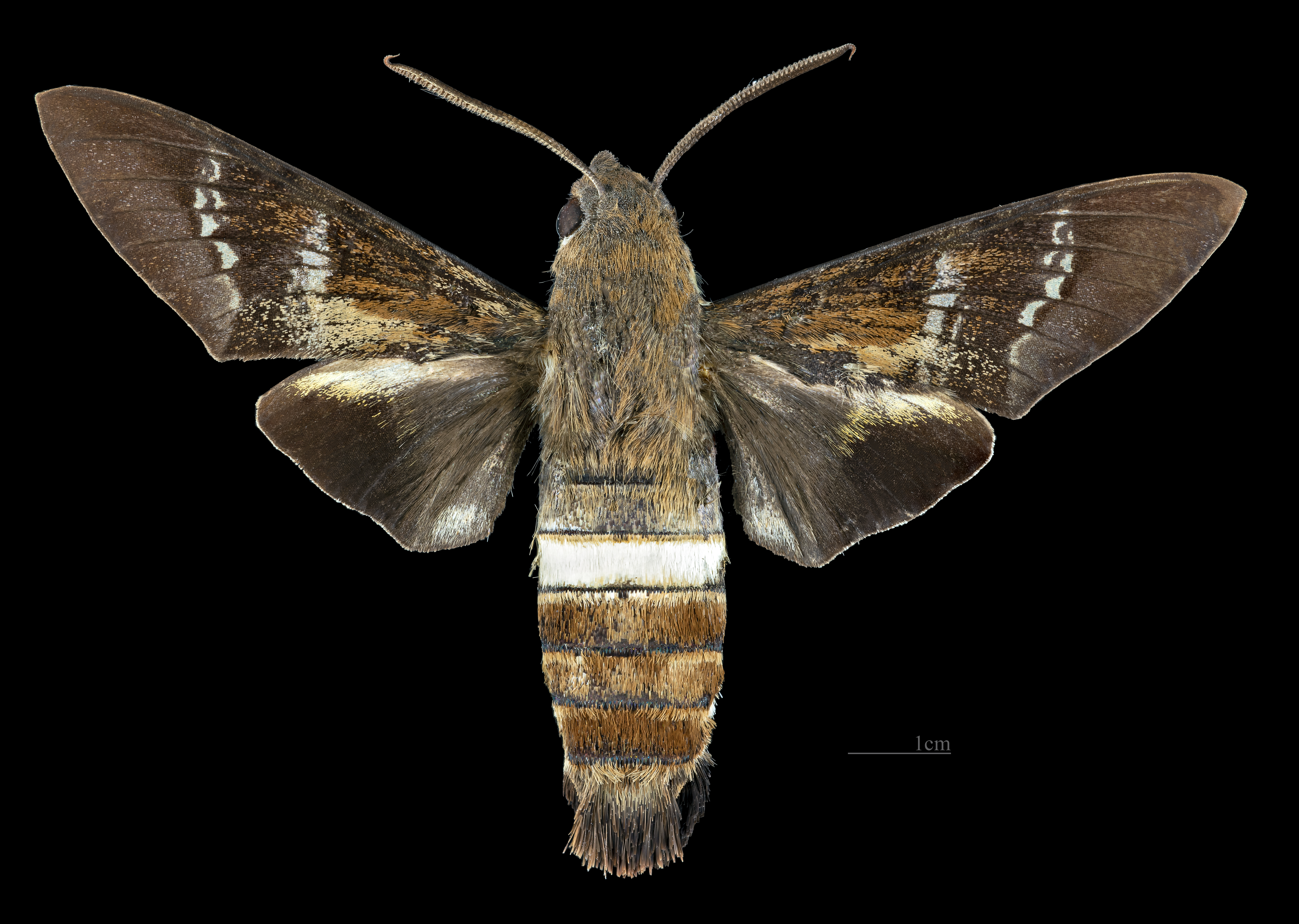
Aellopos fadus ♂
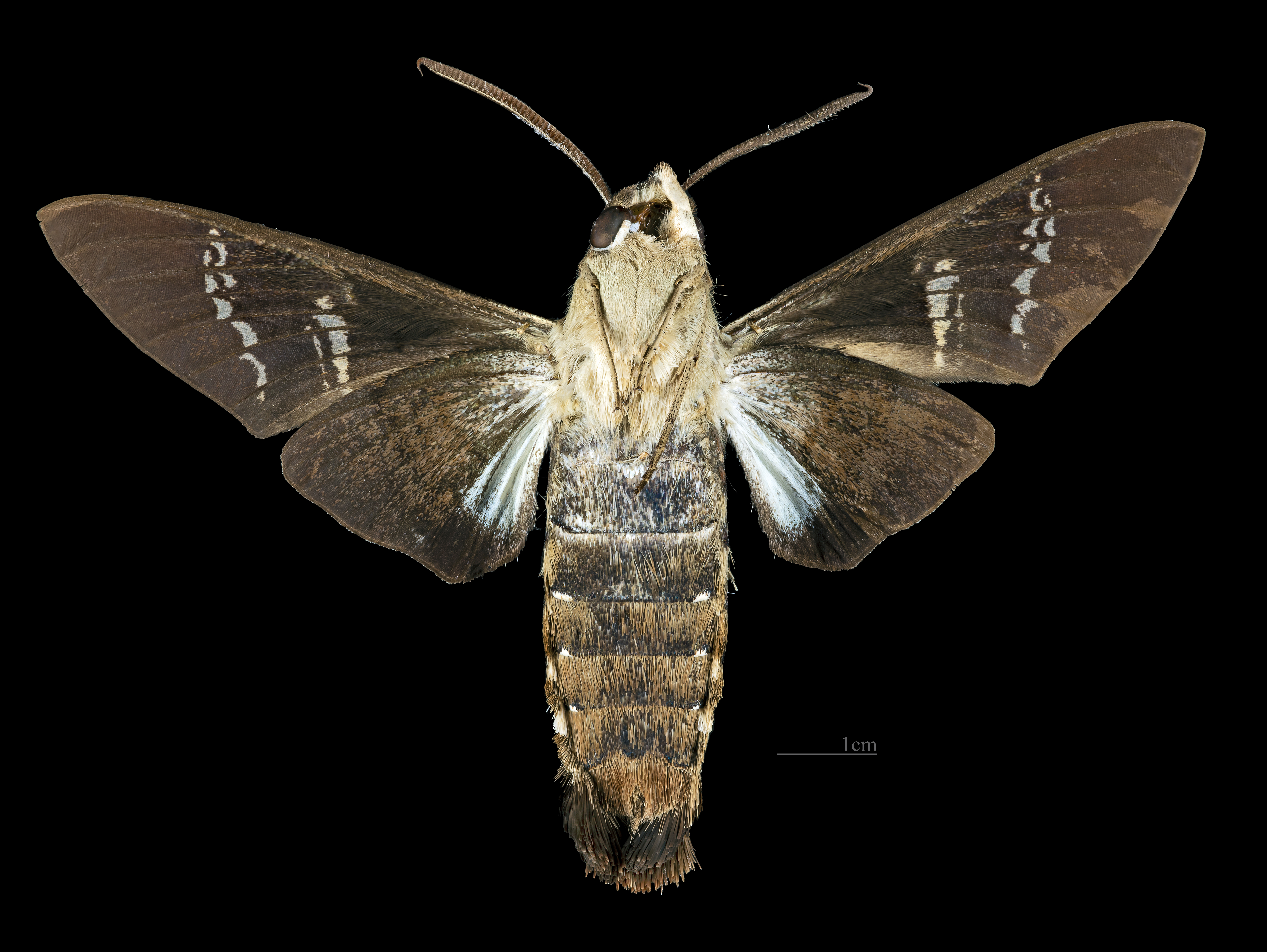
Aellopos fadus ♂   △
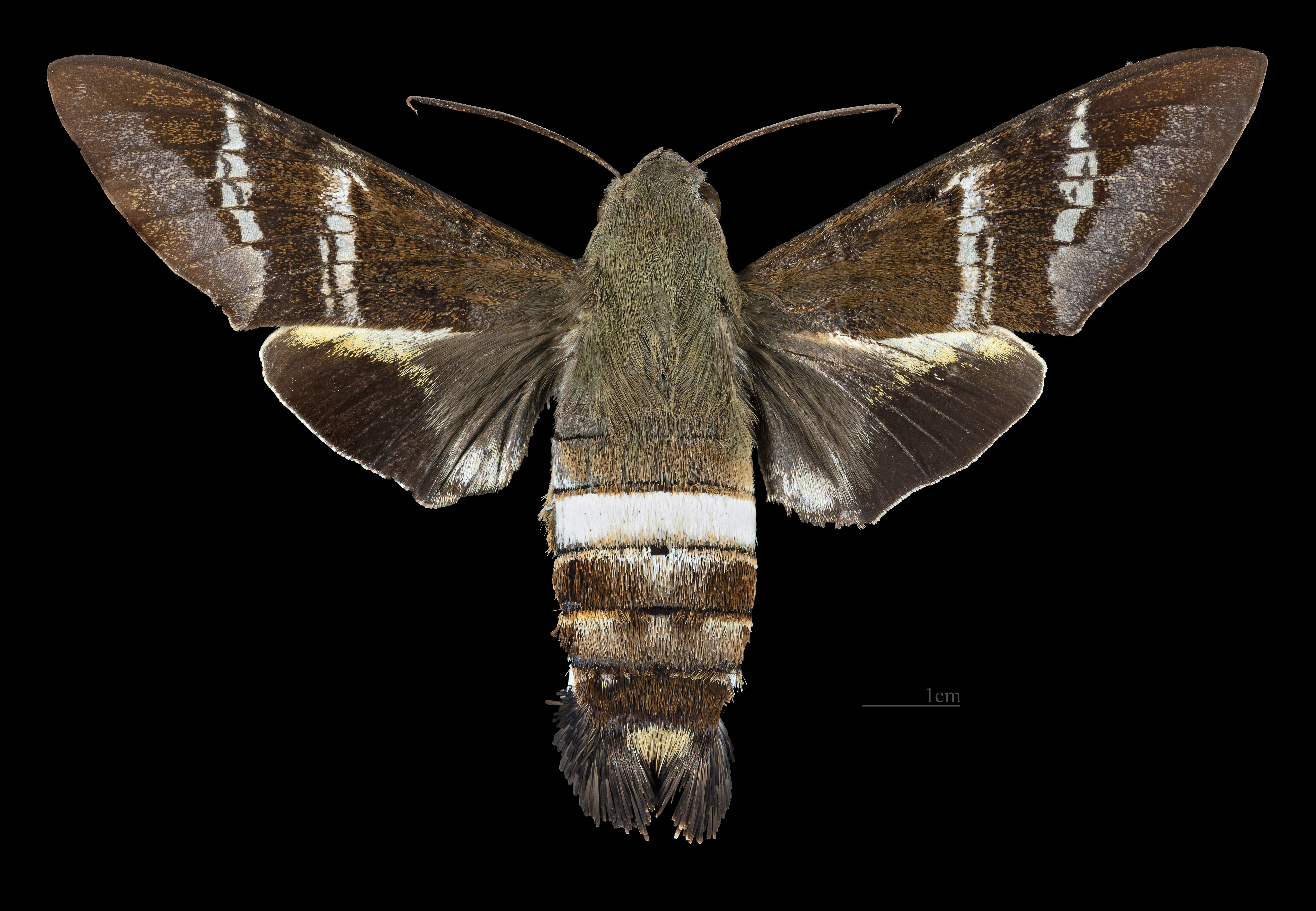
Aellopos fadus   ♀
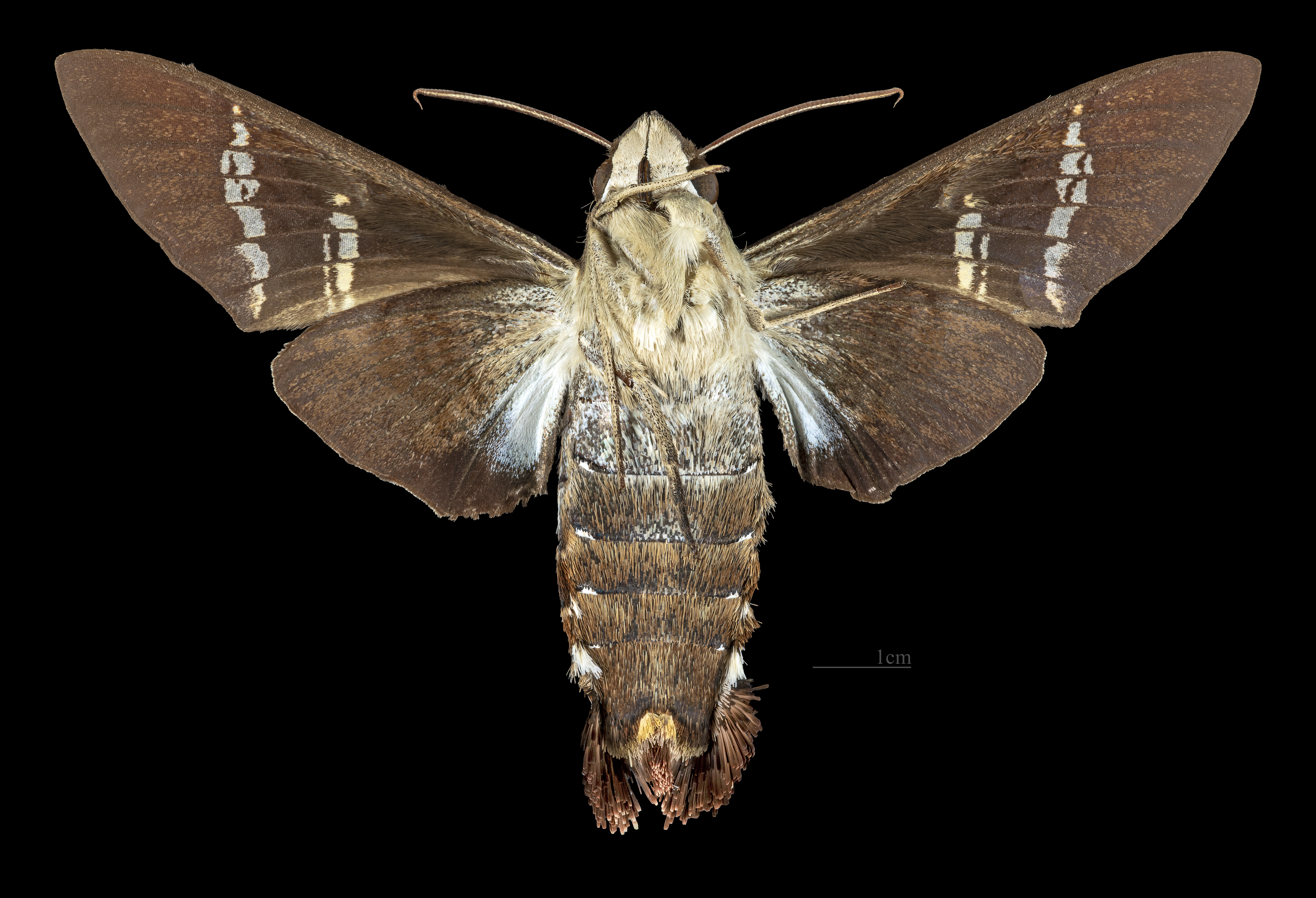
Aellopos fadus ♂  △

### Pupa
I bruchi si impupano in bozzoli ipogei, posti in posizione poco profonda.

## Distribuzione e habitat
La specie è presente dagli Stati Uniti centro-meridionali (Florida, Arkansas, Texas, California, Ohio, Virginia Occidentale), fino all'Argentina settentrionale, all'Uruguay, al Paraguay, e alle Indie Occidentali.
L'habitat è rappresentato da zone boschive tropicali e subtropicali.

## Alimentazione
I bruchi parassitano varie specie della famiglia Rubiaceae, tra cui quelle appartenenti ai generi Alibertia e Genipa.
Gli adulti si nutrono del nettare di varie specie del genere Abelia.

## Tassonomia

### Sottospecie
Non sono state descritte sottospecie

### Sinonimi
Sono stati riportati quattro sinonimi:
- Macroglossa balteata Kirtland, 1851
- Macroglossum annulosum Swainson, 1823
- Sesia fadus flavosignata (Closs, 1916)
- Sphinx fadus Cramer, 1775